# 城北街道 (玉林市)
城北街道，是中华人民共和国广西壮族自治区玉林市玉州区下辖的一个乡镇级行政单位。

## 行政区划
城北街道下辖以下地区：
平地社区、陈旺村、寒山村、罗竹村、彭村、睦马村、排榜村、周埠村、高山村、潘岭村、西岸村、钟周村、凤村和谷山村。

## 中国传统村落
2012年，高山村被评为首批“中国传统村落”。